# Neuvième district congressionnel de l'Illinois
Le 9e district congressionnel de l'Illinois couvre des parties des comtés de Cook, Lake et McHenry à partir du redécoupage de 2021 qui a suivi le recensement de 2020. Tout ou partie de Chicago, Evanston, Glenview, Skokie, Morton Grove, Niles, Northfield, Prospect Heights, Wilmette, Buffalo Grove, Hawthorn Woods, Wauconda, Island Lake, Long Grove, Lake Barrington, Algonquin Township, Cary, Crystal Lake, Lake in the Hills, Lakewood, Oakwood Hills, Trout Valley, Algonquin, Port Barrington, Barrington Hills et Fox River Grove. Il est ancré dans le North Side de Chicago, le long du Lac Michigan, et couvre de nombreuses banlieues nord de Chicago. Le Démocrate Jan Schakowsky représente le district depuis janvier 1999.
Le district est l'un des quartiers démocrates les plus fiables de Chicago et de tout l'Illinois. Il est aux mains des démocrates sans interruption depuis 1949 et pendant presque six ans depuis 1935.

## Géographie
| #   | Comté   | Siège     | Population |
| --- | ------- | --------- | ---------- |
| 31  | Cook    | Chicago   | 5 087 072  |
| 97  | Lake    | Waukegan  | 708 760    |
| 111 | McHenry | Woodstock | 312 800    |

### Villes et CDP de 10 000 habitants ou plus
- Chicago - 2 665 039
- Evanston - 78 110
- Arlington Heights - 77 676
- Skokie - 67 824
- Des Plaines - 60 675
- Mount Prospect - 56 852
- Glenview - 48 705
- Buffalo Grove - 43 212
- Crystal Lake - 40 269
- Park Ridge - 39 656
- Wheeling - 39 137
- Northbrook - 35 222
- Niles - 30 912
- Algonquin - 29 700
- Lake in the Hills - 28 982
- Wilmette - 28 170
- Morton Grove - 25 297
- Lake Zurich - 19 759
- Cary - 17 826
- Prospect Heights - 16 058
- Wauconda - 14 084
- Lincolnwood - 13 463

### Villes de 2 500 à 10 000 personnes
- Hawthorn Woods - 9 062
- Glencoe - 8 849
- Long Grove - 8 366
- Northfield - 5 751
- Island Lake - 5 201
- Lake Barrington - 5 100
- Fox River Grove - 4 702
- Lakewood - 4 283
- Barrington Hills - 4 114
- Kildeer - 4 091
- North Barrington - 3 171

À partir du redécoupage de 2020, ce district sera toujours basé en grande partie dans le Far North Side de Chicago et le nord du Comté de Cook, ainsi que maintenant dans certaines parties du sud-ouest du Comté de Lake et du sud-est du Comté de McHenry.
Le 9e district englobe les quartiers de Chicago de Rogers Park et de West Ridge ; la plupart de Uptown; et une partie de Lincoln Square.
En dehors des limites de la ville de Chicago, le district englobe les municipalités du Comté de Cook d'Evanston, Glenview, Skokie, Morton Grove, Niles, Lincolnwood et Golf; la plupart de Northfield et Prospect Heights; le nord-est de Park Ridge et Arlington Heights; l'ouest de Northfield et Buffalo Grove (partagé avec le Comté de Lake), le sud-est de Northbrook; le nord-est de Mount Prospect; la moitié de Wilmette au sud de Lake Ave; la majorité de Prospect Heights et des parties de Glencoe, Des Plaines et Wheeling (partagé avec le Comté de Lake).
Le Comté de Lake est divisé entre ce district, le 5e district, le 10e district et le 11e district. Les 9e et 5e district sont divisés par la Fox River, Kelsey Rd, W Miller Rd, Echo Lake Rd, Sacomano Meadows Pond 1, Midlothian Rd, N Old Henry Rd, N Quentin Rd, Lake Zurich Rd, Twin Orchard Country Club, Mundelein Rd, Hicks Rd, Bridgewater Farm, Crossing Pond Park, and Arlington Heights Rd.
Les 9e, 10e et 11e districts sont divisés par Buffalo Grove Golf Course, Buffalo Grove Rd, Arboretum Golf Club, W Half Day Rd, Promontory Ridge Trail, Port Clinton Rd, Mundelein Rd, Highland Pines Park, Diamond Lake Rd, Breckinridge Dr, N Midlothian Rd, Illinois Route 60, W Hawley St, N Chevy Chase Rd, Steeple Chase Golf Club, W Lakeview Parkway, N Gilmer Rd, Hawley St, W Ivanhoe Rd, Liberty St, High St, Kimball Ave, E Liberty St, S Church St, Bangs St, W Liberty St, Westridge Dr/N Lakeview Cir, Carriage Hill Ct/Wood Creek Dr, Greenleaf Ave, Ridge Rd/Burr Oak Ln, and E Burnett Rd/Northern Ter. Le 9e district englobe les municipalités de Forest Lake et Tower Lakes; la majorité de Hawthorn Woods; l'ouest de Buffalo Grove (partagé avec le Comté de Cook) ; et une partie de Wauconda, Island Lake, Long Grove et Lake Barrington, Kildeer, Lake Zurich, North Barrington, Port Barrington (partagé avec le Comté de McHenry) et Fox River Grove (partagé avec le Comté de McHenry).
Le Comté de McHenry est divisé entre ce district et le 11e district. Ils sont divisés par E Crystal Lake Ave, Meridian Ln, Crystal Lake Country Club, Woodscreek Park, Boulder Ridge Country Club et Fairway View Dr. Le 9e district englobe l'intégralité d'Algonquin Township, qui comprend les municipalités de Cary et Trout Valley; la majorité de Lake in the Hills et Crystal Lake, le nord d'Algonquin; et une partie de Port Barrington (partagé avec le Comté de Lake), Barrington Hills, Fox River Grove (partagé avec le Comté de Lake) et Lakewood.

## Historique de vote
Ce tableau indique comment le district a voté aux élections présidentielles américaines ; les résultats des élections reflètent le vote dans la circonscription telle qu'elle était configurée au moment de l'élection, et non telle qu'elle est configurée aujourd'hui.
| Année | Poste     | Résultats               |
| ----- | --------- | ----------------------- |
| 2000  | Président | Gore 66,0 % - 30,0 %    |
| 2004  | Président | Kerry 68,0 % - 31,0 %   |
| 2008  | Président | Obama 69,0 % - 30,0 %   |
| 2012  | Président | Obama 65,0 % - 33,0 %   |
| 2016  | Président | Clinton 70,0 % - 25,0 % |
| 2020  | Président | Biden 71,0 % - 27,0 %   |

Ce tableau indique comment le district a voté lors des récentes élections à l'échelle de l'État ; les résultats des élections reflètent le vote dans la circonscription telle qu'elle est actuellement configurée, pas nécessairement telle qu'elle était au moment de ces élections.
| Année | Poste             | Résultats                   |
| ----- | ----------------- | --------------------------- |
| 2016  | Président         | Clinton 68,2 % – 25,8 %     |
| 2016  | Sénat             | Duckworth 62,7 % – 32,4 %   |
| 2018  | Gouverneur        | Pritzker 65,7 % – 30,6 %    |
| 2018  | Procureur Général | Raoul 66,7 % – 31,2 %       |
| 2018  | Secrétaire d'État | White 77,9 % – 19,7 %       |
| 2020  | Président         | Biden 69,8 % – 28,5 %       |
| 2020  | Sénat             | Durbin 67,2 % – 27,8 %      |
| 2022  | Sénat             | Duckworth 71,4 % – 27,3 %   |
| 2022  | Gouverneur        | Pritzker 71,4 % – 26,3 %    |
| 2022  | Procureur Général | Raoul 70,2 % – 28,1 %       |
| 2022  | Secrétaire d'État | Giannoulias 70,2 % – 27,9 % |

## Liste des Représentants du district
| Membre                          | Parti       | Années                           | Congrès     | Histoire électorale |
| ------------------------------- | ----------- | -------------------------------- | ----------- | --- |
| District établit le 4 mars 185. |             |                                  |             | |
| Willis Allen (en)               | Démocrate   | 4 mars 1853 - 3 mars 1855        | 33e         | Redécoupage depuis le 2e district et réélu en 1852. |
| Samuel S. Marshall (en)         | Démocrate   | 4 mars 1855 - 3 mars 1859        | 34e , 35e   | Élu en 1854. Réélu en 1856. |
| John A. Logan                   | Démocrate   | 4 mars 1859 - 2 avril 1862       | 36e , 37e   | Élu en 1858. Réélu en 1860. Démissionne pour rejoindre l'Armée de l'Union. |
| Vacant                          | Vacant      | 2 avril 1862 - 2 juin 1862       | 37e         | |
| William J. Allen (en)           | Démocrate   | 2 juin 1862 - 3 mars 1863        | 37e         | Élu pour terminer le mandat de Logan. Redécoupage vers le 13e district. |
| Lewis W. Ross (en)              | Démocrate   | 4 mars 1863 - 3 mars 1869        | 38e - 40e   | Élu en 1862. Réélu en 1864. Réélu en 1866. |
| Thompson W. McNeely (en)        | Démocrate   | 4 mars 1869 - 3 mars 1873        | 41e , 42e   | Élu en 1868. Réélu en 1870. |
| Granville Barrere (en)          | Républicain | 4 mars 1873 - 3 mars 1875        | 43e         | Élu en 1872. |
| Richard H. Whiting (en)         | Républicain | 4 mars 1875 - 3 mars 1877        | 44e         | Élu en 1874. |
| Thomas A. Boyd (en)             | Républicain | 4 mars 1877 - 3 mars 1881        | 45e , 46e   | Élu en 1876. Réélu en 1878. |
| John H. Lewis (en)              | Républicain | 4 mars 1881 - 3 mars 1883        | 47e         | Élu en 1880. |
| Lewis E. Payson                 | Républicain | 4 mars 1883 - 3 mars 1891        | 48e - 51e   | Redécoupage depuis le 8e district et réélu en 1882. Réélu en 1884. Réélu en 1886. Réélu en 1888. |
| Herman W. Snow (en)             | Démocrate   | 4 mars 1891 - 3 mars 1893        | 52e         | Élu en 1890. |
| Hamilton K. Wheeler (en)        | Républicain | 4 mars 1893 - 3 mars 1895        | 53e         | Élu en 1892. |
| Robert R. Hitt (en)             | Républicain | 4 mars 1895 - 3 mars 1903        | 54e - 57e   | Redécoupage depuis le 6e district et réélu en 1894. Réélu en 1896. Réélu en 1898. Réélu en 1900. Redécoupage vers le 13e district. |
| Henry S. Boutell (en)           | Républicain | 4 mars 1903 - 3 mars 1911        | 58e - 61e   | Redécoupage depuis le 6e district et réélu en 1902. Réélu en 1904. Réélu en 1906. Réélu en 1908. |
| Lynden Evans (en)               | Démocrate   | 4 mars 1911 - 3 mars 1913        | 62e         | Élu en 1910. |
| Frederick A. Britten (en)       | Républicain | 4 mars 1913 - 3 janvier 1935     | 63e - 73e   | Élu en 1912. Réélu en 1914. Réélu en 1916. Réélu en 1918. Réélu en 1920. Réélu en 1922. Réélu en 1924. Réélu en 1926. Réélu en 1928. Réélu en 1930. Réélu en 1932. Perds sa réélection.                                                                      |
| James McAndrews (en)            | Démocrate   | 3 janvier 1935 - 3 janvier 1941  | 74e - 76e   | Élu en 1934. Réélu en 1936. Réélu en 1938. Perds sa réélection. |
| Charles S. Dewey (en)           | Républicain | 3 janvier 1941 - 3 janvier 1945  | 77e , 78e   | Élu en 1940. Réélu en 1942. Perds sa réélection. |
| Alexander J. Resa (en)          | Démocrate   | 3 janvier 1945 - 3 janvier 1947  | 79e         | Élu en 1944. Perds sa réélection. |
| Robert Twyman (en)              | Républicain | 3 janvier 1947 - 3 janvier 1949  | 80e         | Élu en 1946. Retrait. |
| Sidney R. Yates (en)            | Démocrate   | 3 janvier 1949 - 3 janvier 1963  | 81e - 87e   | Élu en 1948. Réélu en 1950. Réélu en 1952. Réélu en 1954. Réélu en 1956. Réélu en 1958. Réélu en 1960. Retrait pour se présenter comme Sénateur des États-Unis.                                                                                              |
| Edward R. Finnegan (en)         | Démocrate   | 3 janvier 1963 - 6 décembre 1964 | 88e         | Redécoupage depuis le 12e district et réélu en 1962. Démissionne lorsque nommé Juge de la Cour du Circuit du Comté de Cook, Illinois. |
| Vacant                          | Vacant      | 6 décembre 1964 - 3 janvier 1965 | 88e         | |
| Sidney R. Yates (en)            | Démocrate   | 3 janvier 1965 - 3 janvier 1999  | 89e - 105e  | Élu en 1964. Réélu en 1966. Réélu en 1968. Réélu en 1970. Réélu en 1972. Réélu en 1974. Réélu en 1976. Réélu en 1978. Réélu en 1980. Réélu en 1982. Réélu en 1984. Réélu en 1986. Réélu en 1988. Réélu en 1990. Réélu en 1992. Réélu en 1994. Réélu en 1996. |
| Jan Schakowsky                  | Démocrate   | 3 janvier 1999 - Présent         | 106e - 118e | Élue en 1998. Réélue en 2000. Réélue en 2002. Réélue en 2004. Réélue en 2006. Réélue en 2008. Réélue en 2010. Réélue en 2012. Réélue en 2014. Réélue en 2016. Réélue en 2018. Réélue en 2020. Réélue en 2022.                                                |

## Résultats des récentes élections
Voici les dix précédents cycles électoraux dans le district.

### 2004
| Élection de 2004 du 9e district congressionnel de l'Illinois | Élection de 2004 du 9e district congressionnel de l'Illinois | Élection de 2004 du 9e district congressionnel de l'Illinois | Élection de 2004 du 9e district congressionnel de l'Illinois | Élection de 2004 du 9e district congressionnel de l'Illinois |
| ------------------------------------------------------------ | ------------------------------------------------------------ | ------------------------------------------------------------ | ------------------------------------------------------------ | ------------------------------------------------------------ |
| Parti                                                        | Parti                                                        | Candidat                                                     | Votes                                                        | %                                                            |
|                                                              | Démocrate                                                    | Jan Schakowsky (sortante)                                    | 175 282                                                      | 75,7                                                         |
|                                                              | Républicain                                                  | Kurt J. Eckhardt                                             | 56 135                                                       | 24,3                                                         |
| Total des votes                                              | Total des votes                                              | Total des votes                                              | 231 417                                                      | 100%                                                         |
|                                                              | Les Démocrates conservent                                    |                                                              |                                                              |                                                              |

### 2006
| Élection de 2006 du 9e district congressionnel de l'Illinois | Élection de 2006 du 9e district congressionnel de l'Illinois | Élection de 2006 du 9e district congressionnel de l'Illinois | Élection de 2006 du 9e district congressionnel de l'Illinois | Élection de 2006 du 9e district congressionnel de l'Illinois |
| ------------------------------------------------------------ | ------------------------------------------------------------ | ------------------------------------------------------------ | ------------------------------------------------------------ | ------------------------------------------------------------ |
| Parti                                                        | Parti                                                        | Candidat                                                     | Votes                                                        | %                                                            |
|                                                              | Démocrate                                                    | Jan Schakowsky (sortante)                                    | 122 852                                                      | 74,6                                                         |
|                                                              | Républicain                                                  | Michael P. Shannon                                           | 41 858                                                       | 25,4                                                         |
|                                                              | Write-in                                                     | Write-in                                                     | 3                                                            | 0,0                                                          |
| Total des votes                                              | Total des votes                                              | Total des votes                                              | 164 713                                                      | 100%                                                         |
|                                                              | Les Démocrates conservent                                    |                                                              |                                                              |                                                              |

### 2008
| Élection de 2008 du 9e district congressionnel de l'Illinois | Élection de 2008 du 9e district congressionnel de l'Illinois | Élection de 2008 du 9e district congressionnel de l'Illinois | Élection de 2008 du 9e district congressionnel de l'Illinois | Élection de 2008 du 9e district congressionnel de l'Illinois |
| ------------------------------------------------------------ | ------------------------------------------------------------ | ------------------------------------------------------------ | ------------------------------------------------------------ | ------------------------------------------------------------ |
| Parti                                                        | Parti                                                        | Candidat                                                     | Votes                                                        | %                                                            |
|                                                              | Démocrate                                                    | Jan Schakowsky (sortante)                                    | 181 948                                                      | 74,7                                                         |
| ²                                                            | Républicain                                                  | Michael Benjamin Younan                                      | 53 593                                                       | 22,0                                                         |
|                                                              | Vert                                                         | Morris Shanfield                                             | 8140                                                         | 3,3                                                          |
|                                                              | Write-in                                                     | Write-in                                                     | 13                                                           | 0,0                                                          |
| Total des votes                                              | Total des votes                                              | Total des votes                                              | 243 694                                                      | 100%                                                         |
|                                                              | Les Démocrates conservent                                    |                                                              |                                                              |                                                              |

### 2010
| Élection de 2010 du 9e district congressionnel de l'Illinois | Élection de 2010 du 9e district congressionnel de l'Illinois | Élection de 2010 du 9e district congressionnel de l'Illinois | Élection de 2010 du 9e district congressionnel de l'Illinois | Élection de 2010 du 9e district congressionnel de l'Illinois |
| ------------------------------------------------------------ | ------------------------------------------------------------ | ------------------------------------------------------------ | ------------------------------------------------------------ | ------------------------------------------------------------ |
| Parti                                                        | Parti                                                        | Candidat                                                     | Votes                                                        | %                                                            |
|                                                              | Démocrate                                                    | Jan Schakowsky (sortante)                                    | 117 553                                                      | 66,3                                                         |
|                                                              | Républicain                                                  | Joe Barry Pollak                                             | 55 182                                                       | 31,1                                                         |
|                                                              | Vert                                                         | Simon RIbeiro                                                | 4472                                                         | 2,5                                                          |
| Total des votes                                              | Total des votes                                              | Total des votes                                              | 177 207                                                      | 100%                                                         |
|                                                              | Les Démocrates conservent                                    |                                                              |                                                              |                                                              |

### 2012
| Élection de 2012 du 9e district congressionnel de l'Illinois | Élection de 2012 du 9e district congressionnel de l'Illinois | Élection de 2012 du 9e district congressionnel de l'Illinois | Élection de 2012 du 9e district congressionnel de l'Illinois | Élection de 2012 du 9e district congressionnel de l'Illinois |
| ------------------------------------------------------------ | ------------------------------------------------------------ | ------------------------------------------------------------ | ------------------------------------------------------------ | ------------------------------------------------------------ |
| Parti                                                        | Parti                                                        | Candidat                                                     | Votes                                                        | %                                                            |
|                                                              | Démocrate                                                    | Jan Schakowsky (sortante)                                    | 194 869                                                      | 66,3                                                         |
|                                                              | Républicain                                                  | Timothy Wolfe                                                | 98 924                                                       | 33,7                                                         |
|                                                              | Indépendant                                                  | Hilaire Fuji Shioura (write-in)                              | 8                                                            | 0,0                                                          |
|                                                              | Indépendant                                                  | Susanne Atanus (write-in)                                    | 6                                                            | 0,0                                                          |
| Total des votes                                              | Total des votes                                              | Total des votes                                              | 293 807                                                      | 100%                                                         |
|                                                              | Les Démocrates conservent                                    |                                                              |                                                              |                                                              |

### 2014
| Élection de 2014 du 9e district congressionnel de l'Illinois | Élection de 2014 du 9e district congressionnel de l'Illinois | Élection de 2014 du 9e district congressionnel de l'Illinois | Élection de 2014 du 9e district congressionnel de l'Illinois | Élection de 2014 du 9e district congressionnel de l'Illinois |
| ------------------------------------------------------------ | ------------------------------------------------------------ | ------------------------------------------------------------ | ------------------------------------------------------------ | ------------------------------------------------------------ |
| Parti                                                        | Parti                                                        | Candidat                                                     | Votes                                                        | %                                                            |
|                                                              | Démocrate                                                    | Jan Schakowsky (sortante)                                    | 141 000                                                      | 66,06                                                        |
|                                                              | Républicain                                                  | Susanne Atanus                                               | 72 384                                                       | 33,91                                                        |
|                                                              | Indépendant                                                  | Phil Collins                                                 | 66                                                           | 0,03                                                         |
| Total des votes                                              | Total des votes                                              | Total des votes                                              | 213 450                                                      | 100%                                                         |
|                                                              | Les Démocrates conservent                                    |                                                              |                                                              |                                                              |

### 2016
| Élection de 2016 du 9e district congressionnel de l'Illinois | Élection de 2016 du 9e district congressionnel de l'Illinois | Élection de 2016 du 9e district congressionnel de l'Illinois | Élection de 2016 du 9e district congressionnel de l'Illinois | Élection de 2016 du 9e district congressionnel de l'Illinois |
| ------------------------------------------------------------ | ------------------------------------------------------------ | ------------------------------------------------------------ | ------------------------------------------------------------ | ------------------------------------------------------------ |
| Parti                                                        | Parti                                                        | Candidat                                                     | Votes                                                        | %                                                            |
|                                                              | Démocrate                                                    | Jan Schakowsky (sortante)                                    | 217 306                                                      | 66,5                                                         |
|                                                              | Républicain                                                  | Joan McCarthy Lasonde                                        | 109 550                                                      | 33,5                                                         |
|                                                              | Indépendant                                                  | David Earl Williams III (write-in)                           | 79                                                           | 0,0                                                          |
|                                                              | Indépendant                                                  | Susanne Atanus (write-in)                                    | 13                                                           | 0,0                                                          |
| Total des votes                                              | Total des votes                                              | Total des votes                                              | 326 948                                                      | 100%                                                         |
|                                                              | Les Démocrates conservent                                    |                                                              |                                                              |                                                              |

### 2018
| Élection de 2018 du 9e district congressionnel de l'Illinois | Élection de 2018 du 9e district congressionnel de l'Illinois | Élection de 2018 du 9e district congressionnel de l'Illinois | Élection de 2018 du 9e district congressionnel de l'Illinois | Élection de 2018 du 9e district congressionnel de l'Illinois |
| ------------------------------------------------------------ | ------------------------------------------------------------ | ------------------------------------------------------------ | ------------------------------------------------------------ | ------------------------------------------------------------ |
| Parti                                                        | Parti                                                        | Candidat                                                     | Votes                                                        | %                                                            |
|                                                              | Démocrate                                                    | Jan Schakowsky (sortante)                                    | 213 368                                                      | 73,5                                                         |
|                                                              | Républicain                                                  | John Elleson                                                 | 76 983                                                       | 26,5                                                         |
| Total des votes                                              | Total des votes                                              | Total des votes                                              | 290 351                                                      | 100%                                                         |
|                                                              | Les Démocrates conservent                                    |                                                              |                                                              |                                                              |

### 2020
| Élection de 2020 du 9e district congressionnel de l'Illinois, | Élection de 2020 du 9e district congressionnel de l'Illinois, | Élection de 2020 du 9e district congressionnel de l'Illinois, | Élection de 2020 du 9e district congressionnel de l'Illinois, | Élection de 2020 du 9e district congressionnel de l'Illinois, |
| ------------------------------------------------------------- | ------------------------------------------------------------- | ------------------------------------------------------------- | ------------------------------------------------------------- | ------------------------------------------------------------- |
| Parti                                                         | Parti                                                         | Candidat                                                      | Votes                                                         | %                                                             |
|                                                               | Démocrate                                                     | Jan Schakowsky (sortante)                                     | 262 045                                                       | 70,98                                                         |
|                                                               | Républicain                                                   | Sargis Sangari                                                | 107 125                                                       | 29,02                                                         |
| Total des votes                                               | Total des votes                                               | Total des votes                                               | 369 170                                                       | 100%                                                          |
|                                                               | Les Démocrates conservent                                     |                                                               |                                                               |                                                               |

### 2022
| Primaire Républicaine de 2022 du 9e district congressionnel de l'Illinois | Primaire Républicaine de 2022 du 9e district congressionnel de l'Illinois | Primaire Républicaine de 2022 du 9e district congressionnel de l'Illinois | Primaire Républicaine de 2022 du 9e district congressionnel de l'Illinois | Primaire Républicaine de 2022 du 9e district congressionnel de l'Illinois |
| ------------------------------------------------------------------------- | ------------------------------------------------------------------------- | ------------------------------------------------------------------------- | ------------------------------------------------------------------------- | ------------------------------------------------------------------------- |
| Parti                                                                     | Parti                                                                     | Candidat                                                                  | Votes                                                                     | %                                                                         |
|                                                                           | Républicain                                                               | Max Rice                                                                  | 22 751                                                                    | 100%                                                                      |

| Primaire Démocrate de 2022 du 9e district congressionnel de l'Illinois | Primaire Démocrate de 2022 du 9e district congressionnel de l'Illinois | Primaire Démocrate de 2022 du 9e district congressionnel de l'Illinois | Primaire Démocrate de 2022 du 9e district congressionnel de l'Illinois | Primaire Démocrate de 2022 du 9e district congressionnel de l'Illinois |
| ---------------------------------------------------------------------- | ---------------------------------------------------------------------- | ---------------------------------------------------------------------- | ---------------------------------------------------------------------- | ---------------------------------------------------------------------- |
| Parti                                                                  | Parti                                                                  | Candidat                                                               | Votes                                                                  | %                                                                      |
|                                                                        | Démocrate                                                              | Jan Schakowsky (sortante)                                              | 76 956                                                                 | 100%                                                                   |

| Élection de 2022 du 9e district congressionnel de l'Illinois | Élection de 2022 du 9e district congressionnel de l'Illinois | Élection de 2022 du 9e district congressionnel de l'Illinois | Élection de 2022 du 9e district congressionnel de l'Illinois | Élection de 2022 du 9e district congressionnel de l'Illinois |
| ------------------------------------------------------------ | ------------------------------------------------------------ | ------------------------------------------------------------ | ------------------------------------------------------------ | ------------------------------------------------------------ |
| Parti                                                        | Parti                                                        | Candidat                                                     | Votes                                                        | %                                                            |
|                                                              | Démocrate                                                    | Jan Schakowsky (sortante)                                    | 179 615                                                      | 71,7                                                         |
|                                                              | Républicain                                                  | Max Rice                                                     | 70 915                                                       | 28,3                                                         |
| Total des votes                                              | Total des votes                                              | Total des votes                                              | 250 530                                                      | 100%                                                         |
|                                                              | Les Démocrates conservent                                    |                                                              |                                                              |                                                              |

### 2024
| Primaire Démocrate de 2024 du 9e district congressionnel de l'Illinois | Primaire Démocrate de 2024 du 9e district congressionnel de l'Illinois | Primaire Démocrate de 2024 du 9e district congressionnel de l'Illinois | Primaire Démocrate de 2024 du 9e district congressionnel de l'Illinois | Primaire Démocrate de 2024 du 9e district congressionnel de l'Illinois |
| ---------------------------------------------------------------------- | ---------------------------------------------------------------------- | ---------------------------------------------------------------------- | ---------------------------------------------------------------------- | ---------------------------------------------------------------------- |
| Parti                                                                  | Parti                                                                  | Candidat                                                               | Votes                                                                  | %                                                                      |
|                                                                        | Démocrate                                                              | Jan Schakowsky (sortante)                                              | 75 106                                                                 | 100%                                                                   |

| Élection de 2024 du 9e district congressionnel de l'Illinois | Élection de 2024 du 9e district congressionnel de l'Illinois | Élection de 2024 du 9e district congressionnel de l'Illinois | Élection de 2024 du 9e district congressionnel de l'Illinois | Élection de 2024 du 9e district congressionnel de l'Illinois |
| ------------------------------------------------------------ | ------------------------------------------------------------ | ------------------------------------------------------------ | ------------------------------------------------------------ | ------------------------------------------------------------ |
| Parti                                                        | Parti                                                        | Candidat                                                     | Votes                                                        | %                                                            |
|                                                              | Démocrate                                                    | Jan Schakowsky (sortante)                                    | 231 722                                                      | 68,4                                                         |
|                                                              | Républicain                                                  | Seth Alan Cohen                                              | 107 106                                                      | 31,6                                                         |
| Total des votes                                              | Total des votes                                              | Total des votes                                              | 338 828                                                      | 100 %                                                        |
|                                                              | Les Démocrates conservent                                    |                                                              |                                                              |                                                              |